# Dipenda (Konye)
Pour les articles homonymes, voir Dipenda.
Dipenda (ou Dipenda Bakundu) est un village du Cameroun situé dans le département de la Meme et la Région du Sud-Ouest. Il fait partie de la commune de Konye.

## Population
En 1953 la localité comptait 108 habitants, puis 403 en 1967, principalement des Bakundu du groupe Oroko.
Lors du recensement de 2005, la localité comptait 1 034 personnes.